# Yusif Rüstəmov
Yusif İman oğlu Rüstəmov (alternativ Yusuf Rustamov; * 29. Dezember 1932 in Qazax; † 2010 in Aserbaidschan) war ein aserbaidschanischer Soziologe.
Rüstəmov war Direktor des Instituts für Philosophie, Soziologie und Jura an der Nationalen Akademie der Wissenschaften Aserbaidschans. Er war Initiator der Gründung der Union der türkischen Soziologen.
Er schrieb über hundert Artikel und zehn Bücher über Strömungen des politischen Denkens in der Türkei und den angrenzenden östlichen Ländern. Yusif Rüstəmov wurde mit verschiedenen Auszeichnungen für seine Verdienste um die türkische Welt geehrt.